# Почапинцы (Чемеровецкий район)
Почапинцы (укр. Почапинці) — село в Чемеровецком районе Хмельницкой области Украины.
Население по переписи 2001 года составляло 1212 человек. Почтовый индекс — 31654. Телефонный код — 3859. Занимает площадь 3,034 км². Код КОАТУУ — 6825286401.

## История
Первое упоминание о Почапинцах относится к 1493 году. В 1866 году закончено строительство каменной пятикупольной церкви размером 21 на 8,5 метра. В южной части села, напротив водяной мельницы, на возвышении правого берега реки Жванчик на площади 350 на 50 метров встречаются фрагменты ленной славянской, трипольской и кружальной черняховской керамики.

## Местный совет
31654, Хмельницкая обл., Чемеровецкий р-н, с. Почапинцы, ул. 50-летия Октября, 103